# Lepeoptheirus unispinosus
Lepeoptheirus unispinosus är en kräftdjursart som beskrevs av Arthur Sperry Pearse 1952. Lepeoptheirus unispinosus ingår i släktet Lepeoptheirus och familjen Caligidae. Inga underarter finns listade i Catalogue of Life.